# Chiesa di Santa Maria Maggiore (Mineo)
La chiesa di Santa Maria Maggiore è un edificio religioso di Mineo.

## Storia
Secondo gli eruditi locali, le origini di questa chiesa risalirebbero alla metà del III secolo, quando un tempio pagano dedicato al dio Sole venne convertito in chiesa cristiana dedicata alla Vergine Maria, ma non vi sono testimonianze archeologiche o storiche che possano confermare la notizia. Molto probabilmente si tratta di una chiesa di fondazione normanna (XII secolo), poiché la sua costruzione in posizione elevata nei pressi del castello riflette il tipico schema di collocazione dei luoghi di controllo dei conquistatori normanni ampiamente attestato in Sicilia (Caltagirone, Nicosia, Tortorici, ecc.). Subì danni sotto il regno di Guglielmo II a causa del terremoto del 1169 che sconvolse il Val di Noto. Rovine ancora più gravi subì dal terremoto del 1542. La chiesa sarà intitolata a Santa maria de Graecis. Circa un secolo dopo fu elevata a collegiata, assumerà il nome di Santa Maria Maggiore. In questi anni subì ulteriori danneggiamenti e grazie alla benefattrice Vincenza Stuto Limoli Nigido la chiesa fu riaperta il giorno di Natale del 1692. Alcuni giorni dopo sarà rasa al suolo dal terremoto del Val di Noto del 1693. La chiesa attuale fu ricostruita nel corso del secolo successivo su progetto del catanese Antonio Caruso. I lavori saranno completati solamente nel 1872. La storia della Chiesa di Santa Maria anche nei decenni successivi sarà caratterizzata da danneggiamenti dovuti a eventi tellurici (1908, 1969, 1975, 1990 ecc.). 

## Descrizione
La chiesa ha la forma di croce latina ed ha tre navate. Tra le cose interessanti che custodisce ci sono: un fonte battesimale, un lavabo in marmo cinquecentesco, la statua in alabastro della Regina degli Angeli dono del Conte Ruggero nel 1072, un Crocifisso in avorio del '500, un reliquario.